# Carl Gottfried von Degenfeld
Carl Gottfried von Degenfeld (* 19. September 1690 in Waibstadt; † 5. Dezember 1727 in Philippsburg) war Mitherr auf Wagenbach, zu Waibstadt, Unterbiegelhof und Ehrstädt. Er wurde wegen seiner nicht standesgemäßen Hochzeit sowie der mangelhaften Versorgung seiner Stiefmutter und seiner Schwestern denunziert und starb in Festungshaft in Philippsburg.

## Leben
Er war der älteste Sohn von Ferdinand Friedrich I. von Degenfeld (1661–1717) und der Maria Philippine Dorothea von Helmstatt († um 1706). Zwei Brüder waren in jungen Jahren gestorben, so dass beim Tod des Vaters nur noch Carl Gottfried und sein Bruder Christoph Ferdinand I. (1699–1766) am Leben waren. Carl Gottfried erhielt als Erbe das kurpfälzische Lehen aus einem Drittel von Wagenbach, das der Vater als Kunkellehen aus dem Besitz seiner Frau geerbt hatte. Christoph Ferdinand war beim Tod des Vaters noch nicht volljährig und erhielt erst bei seiner Volljährigkeit die restlichen Güter des Vaters, nämlich die wormsische Hälfte von Ehrstädt und die Familienfideikommiss-Güter in Waibstadt und Unterbiegelhof.
Carl Gottfried war Leutnant im kurpfälzischen Regiment des Prinzen von Sulzbach.
1719 heiratete er in Sinsheim Susanna Magdalena Buhl aus Wimpfen, die Tochter eines Weißgerbers. Diese, noch vom Vater auf dem Sterbebett untersagte und nicht standesgemäße Heirat gab Christoph Ferdinand und seinem Vetter Johann Friedrich I. von Degenfeld Gelegenheit, den Bruder beim Kurfürsten in Heidelberg sowie beim Ritterkanton Kraichgau in Heilbronn anzuzeigen. Weitere Klagen gegen Carl Gottfried kamen von seiner Stiefmutter Maria Magdalena von Stetten (1665–1744) und den Schwester Charlotte und Luise, die von Carl Gottfried in Wagenbach mehr schlecht als recht versorgt wurden. Es kam zu immer mehr Klagen und auch zu Urteilen verschiedener Instanzen, denen sich Carl Gottfried jedoch widersetzte, so dass er schließlich im September 1724 in Festungshaft nach Philippsburg kam.
Nach der Inhaftierung Carl Gottfrieds entbrannten viele weitere Streitsachen. Seine Frau versuchte, ihn durch Petitionen freizubekommen. Seine Verwandten erhoben Anspruch auf das Wagenbacher Lehen. Die Sache geriet vollends zum Politikum, als Kaiser und Kurfürst über die Angelegenheit ebenfalls in Streit gerieten. 
Carl Gottfried, der bereits krank inhaftiert worden war, verstarb 1727 in Festungshaft. Er wurde nicht nach Neuhaus zum Erbbegräbnis der Degenfeld gebracht, sondern trotz seiner lutherischen Konfession in der katholischen Kirche von Graben begraben.
Die Auseinandersetzungen um seinen Besitz in Wagenbach zogen sich noch einige Jahre nach seinem Tod hin. Das Lehen war schon 1722 von der Kurpfalz eingezogen worden. Es wurde nicht an die männlichen Nachkommen der Degenfeld-Neuhaus vergeben, sondern stattdessen an Carl Gottfrieds Stiefmutter, Schwestern, Witwe und Töchter zur Sicherung von deren Unterhalt. Das Gut wurde von den Töchtern 1765 an Mennoniten verpachtet und kam erst 1784 wieder als kurpfälzsches Lehen an männliche Nachfahren der Degenfeld-Neuhaus.

## Familie
Er heiratete am 23. Mai 1719 in Sinsheim Susanna Magdalena Buhl, Tochter des Wimpfener Weißgerbers Friedrich Kraft Buhl. Der Ehe entstammten zwei Töchter.
- Caroline Margaretha ⚭ Johann Philipp von der Mühlen
- Philippina ⚭ N. von Massenbach